# Crossover (gebouw)

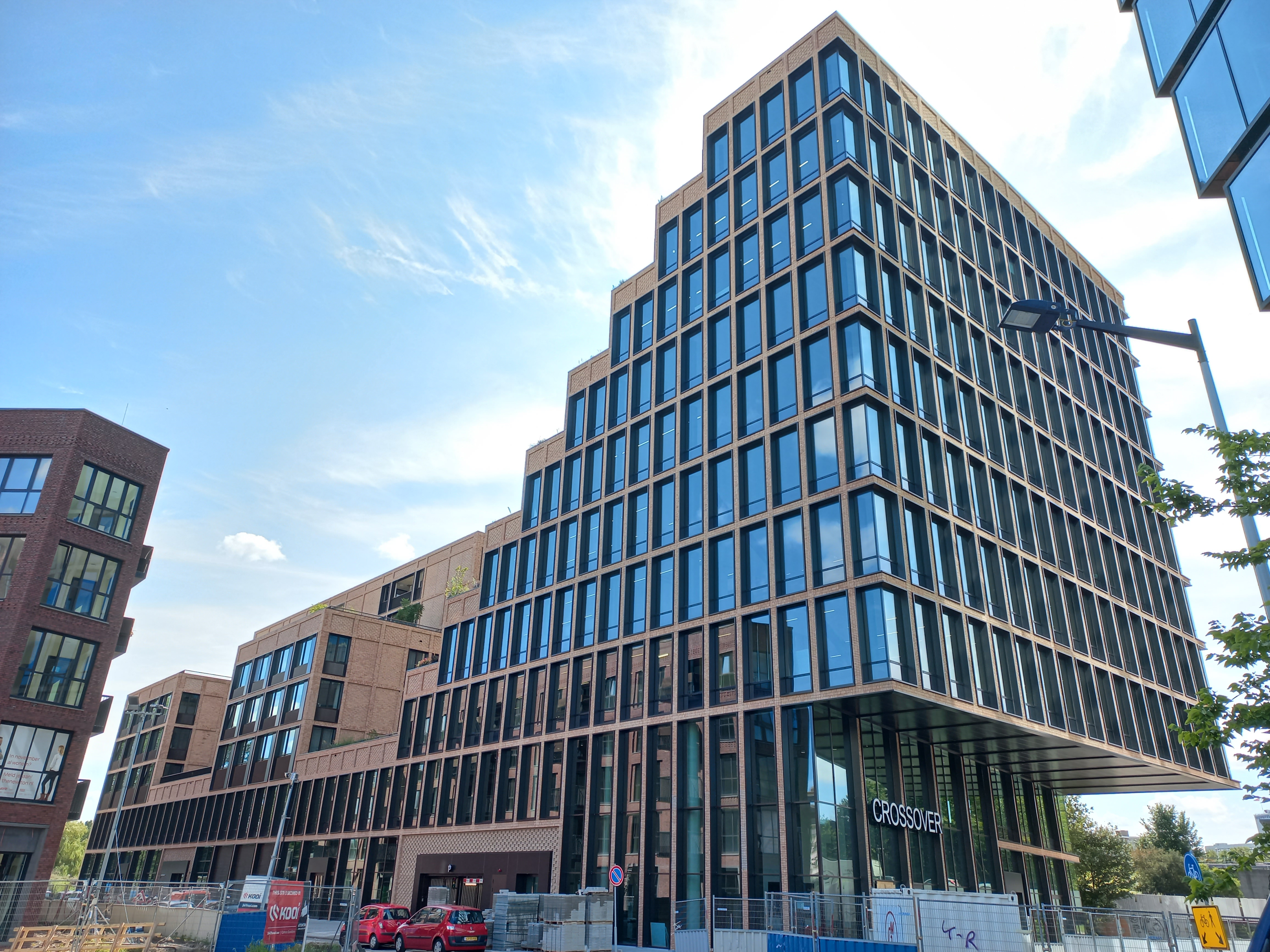
Voor en zijgevel aan Gelrestraat van Crossover (augustus 2023)

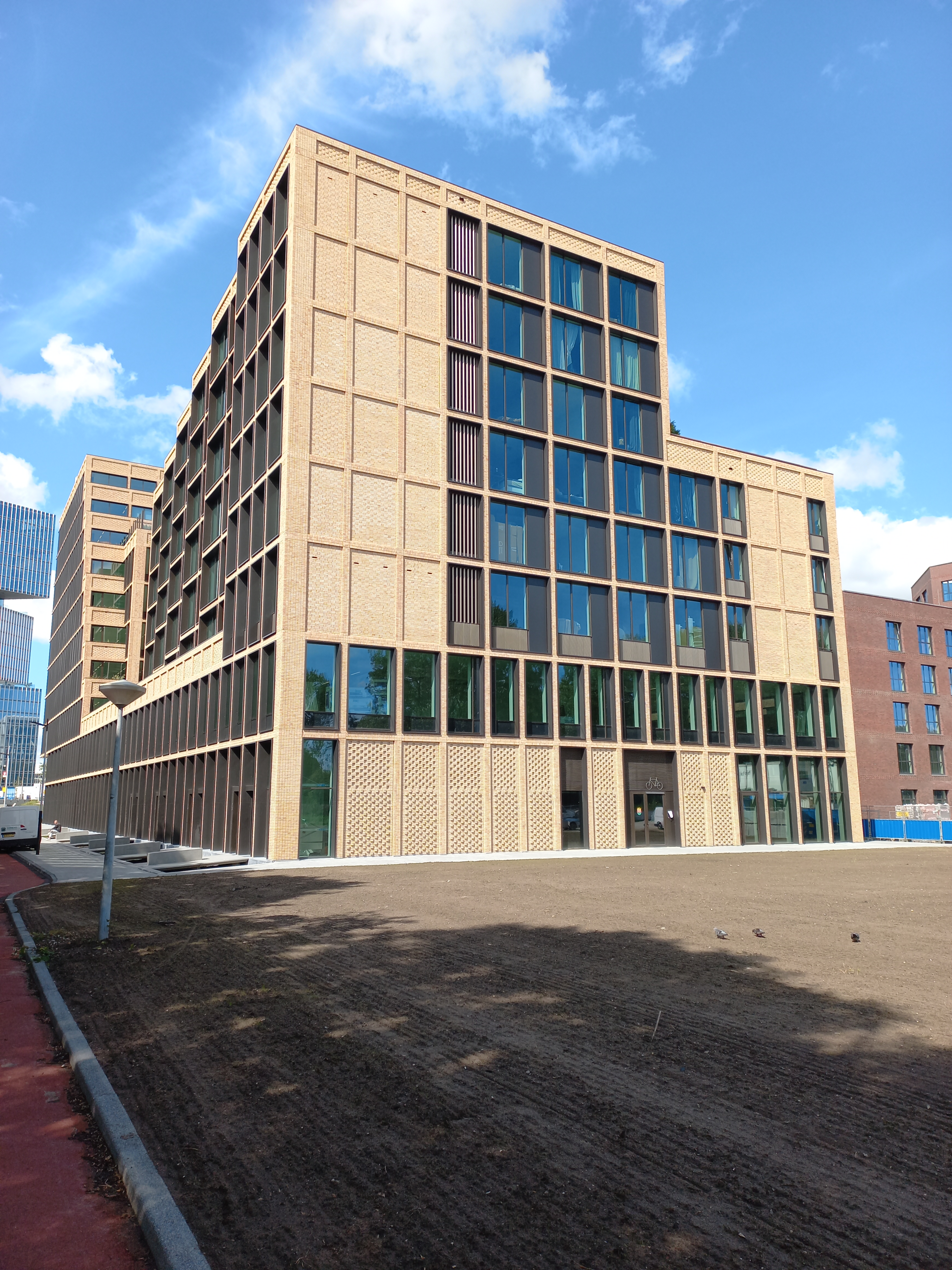
Achtergevel en zijgevel rijksweg (augustus 2023)

Crossover (grafisch CrossOver) is een bouwwerk in Amsterdam-Zuid.
Het gebouw van hier en daar 35 meter hoogte herbergt (starters)woningen (van 23 tot 48 m2), kantoren en horeca en werd tussen 2017 en 2023 gebouwd aan de Gelrestraat. Deze straat ligt in de noordoosthoek van het verkeersknooppunt tussen Rijksweg 10 en de Europaboulevard. Hier werd in die periode flink gebouwd aan allerlei bouwwerken. 

## Kenmerken
Het gebouw heeft gevelwanden die zijn opgetrokken in speciaal daartoe gefabriceerde baksteenelementen. Van Schooten lichtte toe: een samenstelling van 15 % klei, keramiek uit oude lichtgekleurde bouwonderdelen (zoals sanitair). De stenen zijn daarom lichtbruin van kleur. De gevels zijn niet allemaal hetzelfde omdat rekening gehouden moest worden met Rijksweg 10 met ronkend verkeer. Aan die zijde is dan ook een wat Jaap Huisman omschreef als “dove gevel”, een variant op “blinde gevel”. 
Team V Architectuur van Jeroen van Schooten aan de Asterstraat, Amsterdam-Noord bracht in de gevels allerlei versieringen aan met hier en daar Franse balkonnetjes en elders een afwijkende metselverband. De architect moest iets bedenken aan de A10-zijde. Hier zorgden geluid en (warmte al gevolg van) zonlicht voor hoofdbrekens; dit werd opgelost door de raampartijen enigszins teruggetrokken te plaatsen waardoor de brede sponningen vanzelf voor schaduwwerking zorgden . Ook is er een variatie aan (dak-)terrassen en mogelijkheden tot privé-moestuintjes, daartoe heeft het gebouw een terrasachtig geveldeel. 
Om samenhang te bevorderen werden allerlei gemeenschappelijke ruimten ingebouwd. Ook intern is er aandacht voor groen; er zijn lichtschachten met groen, stromend water langs een gestage waterval door de terrassen. Het werd opgeleverd inclusief een ondergrondse parkeergarages en twee bovengrondse rijwielstallingen. ARCAM omschreef het tijdens het bouwproces als een gebouw met verschillende karakters, samengebracht in één geheel. Ook meldde zij dat de diagonaal oplopende dakterrassen licht alle ruimte geven.

## Omgeving
In de buurt werd eerder opgeleverd het Terrace Tower en in de toekomst wordt hier gebouwd aan complex Newton. Aan de overzijde van zowel Europaboulevard en Rijksweg staat voorts kantoorgebouw Cross Towers. Op de plek waar Crossover werd gebouwd was eerst een complex van Joop van den Ende gepland, maar bezuinigingen en de bankencrisis verhinderden dat. Stage Entertainment bouwde vervolgens aan De Boelelaan. 